# 미스틱스토리의 음반
이 문서는 미스틱스토리에서 발표한 음반 목록이다. 레이블인 에이팝 엔터테인먼트와 같이 발매한 음반 목록이라고도 할 수도 있다.

## 1990년대
- 1991년 5월 12일 윤종신 - 처음 만날때처럼
- 1992년 11월 15일 윤종신 - Sorrow
- 1993년 8월 12일 윤종신 - The Natural
- 1994년 9월 ?일 윤종신 - The Natural Live
- 1995년 4월 ?일 윤종신 - 공존
- 1996년 4월 ?일 윤종신 - 우
- 1996년 11월 ?일 윤종신 - 육년
- 1999년 1월 ?일 윤종신 - 후반

## 2000년대
- 2000년 8월 8일 윤종신 - 헤어진 사람들을 위한 지침서[1]
- 2001년 7월 5일 윤종신 - 그늘
- 2001년 12월 27일 하림 - 다중인격자
- 2002년 5월 5일 윤종신 - From The Beginning
- 2003년 8월 29일 윤종신 - 불어라 봄바람 O.S.T (Spring Breeze,2003)[2]
- 2004년 4월 9일 하림 - Whistle In A Maze
- 2005년 3월 ?일 윤종신 - 금연송 (Single)
- 2005년 4월 1일 윤종신 - 불량주부 O.S.T
- 2005년 4월 14일 윤종신 - Behind The Smile
- 2007년 7월 23일 윤종신 - 2007 New 팥빙수
- 2008년 11월 25일 윤종신 - 동네 한 바퀴
- 2009년 6월 23일 윤종신 - [Digital Single] 사랑의 뒷북 (태혜지 삽입곡)
- 2009년 7월 21일 윤종신 - [Digital Single] 영계백숙 (Remix)[3]

## 2010년대
- 2010년 1월 20일 윤종신 - [Digital Single] Director's Cut
- 2010년 3월 25일 윤종신 - Monthly
- 2010년 5월 6일 윤종신 - Monthly Project 2010 May
- 2010년 5월 31일 윤종신 - Monthly 2010 June
- 2010년 6월 28일 윤종신 - Monthly 2010 July
- 2010년 7월 15일 조정치 - 미성년 연애사
- 2010년 7월 28일 윤종신 - Monthly 2010 August
- 2010년 9월 2일 윤종신 - Monthly 2010 September[4]
- 2010년 10월 21일 윤종신 - Monthly 2010 October
- 2010년 10월 28일 윤종신 - 행보 2010 YOON JONG SHIN[5]
- 2011년 1월 4일 윤종신 - 2011 월간 윤종신 January
- 2011년 1월 31일 윤종신 - 2011 월간 윤종신 February
- 2011년 3월 2일 윤종신 - 2011 월간 윤종신 March
- 2011년 3월 30일 윤종신 - 2011 월간 윤종신 April
- 2011년 4월 29일 윤종신 - 2011 월간 윤종신 May
- 2011년 5월 31일 윤종신 - 2011 월간 윤종신 June
- 2011년 6월 30일 윤종신 - 2011 월간 윤종신 July
- 2011년 8월 4일 윤종신 - 2011 월간 윤종신 August
- 2011년 8월 29일 윤종신 - 2011 월간 윤종신 September
- 2011년 10월 5일 윤종신 - 2011 월간 윤종신 October
- 2011년 10월 25일 하림 - [Digital Single] 혼자선 아프지 말아요[6]
- 2011년 10월 27일 윤종신 - 2011 월간 윤종신 November
- 2011년 12월 6일 윤종신 - 행보 2011 윤종신
- 2012년 1월 4일 윤종신 - 2012 월간 윤종신 January
- 2012년 1월 30일 윤종신 - 2012 월간 윤종신 February
- 2012년 2월 2일 퓨어킴 - 이응
- 2012년 2월 2일 퓨어킴 - Mom & Sex
- 2012년 2월 3일 신치림 - [Digital Single] 모르는 번호[7]
- 2012년 2월 7일 신치림 - 여행
- 2012년 2월 10일 투개월 - The Romantic OST Part.1
- 2012년 2월 28일 윤종신 - 2012 월간 윤종신 March
- 2012년 3월 12일 김예림 - 닥치고 꽃미남 밴드 OST Part.5[8]
- 2012년 4월 10일 윤종신 - 2012 월간 윤종신 April
- 2012년 5월 2일 윤종신 - 2012 월간 윤종신 5월호
- 2012년 5월 30일 윤종신 - 2012 월간 윤종신 6월호[9]
- 2012년 6월 27일 윤종신 - 2012 월간 윤종신 7월호
- 2012년 8월 7일 윤종신 - 2012 월간 윤종신 8월호
- 2012년 8월 29일 윤종신 - 2012 월간 윤종신 9월호
- 2012년 10월 9일 윤종신 - 2012 월간 윤종신 10월호
- 2012년 10월 25일 윤종신 - [Digital Single] 10월의 하늘
- 2012년 11월 16일 윤종신 - 2012 월간 윤종신 11월호
- 2012년 12월 4일 윤종신 - 2012 월간 윤종신 12월호
- 2013년 1월 3일 윤종신 - 행보 2012 윤종신
- 2013년 1월 10일 윤종신 - 2013 월간 윤정신 Repair 1월호
- 2013년 1월 30일 조정치 - 유작
- 2013년 2월 5일 윤종신 - 2013 월간 윤종신 Repair 2월호
- 2013년 3월 4일 윤종신 - 2013 월간 윤종신 Repair 3월호
- 2013년 3월 15일 장재인 - (cover & cover) Part.1[10]
- 2013년 4월 2일 윤종신 - 2013 월간 윤종신 Repair 4월호
- 2013년 5월 7일 윤종신 - 2013 월간 윤종신 Repair 5월호
- 2013년 5월 24일 투개월 - [Digital Single] Number 1
- 2013년 6월 3일 윤종신 - 2013 월간 윤종신 Repair 6월호
- 2013년 6월 17일 김예림 - A Voice
- 2013년 7월 4일 윤종신 - 2013 월간 윤종신 Repair 7월호 Part.1
- 2013년 7월 11일 김예림 - [Digital Single] All Right Remix
- 2013년 7월 16일 윤종신 - 2013 월간 윤종신 Repair 7월호 Part.2
- 2013년 8월 7일 윤종신 - 2013 월간 윤종신 Repair 8월호
- 2013년 9월 3일 윤종신 - 2013 월간 윤종신 Repair 9월호
- 2013년 9월 9일 김예림 - Her Voice
- 2013년 10월 7일 윤종신 - 2013 월간 윤종신 Repair 10월호
- 2013년 10월 14일 김예림 - 수상한 가정부 OST Part.2
- 2013년 10월 21일 박지윤 - 미스터 (Mr.)
- 2013년 11월 5일 윤종신 - 2013 월간 윤종신 Repair 11월호
- 2013년 11월 18일 김예림 - Goodbye 20
- 2013년 11월 29일 김예림 - 응답하라 1994 OST Part.5
- 2013년 12월 10일 김예림 - [Digital Single] 비누[11]
- 2013년 12월 11일 윤종신 - 2013 월간 윤종신 Repair 12월호
- 2013년 12월 12일 미스틱 홀리데이 - [Digital Single] 2013 MYSTIC HOLIDAY
- 2013년 12월 20일 윤종신 - 행보 2013 윤종신
- 2013년 12월 24일 김예림 - 네이버 뮤직 음악감상회:김예림의 가로수길 카페에서
- 2014년 1월 3일 윤종신 - Just Piano
- 2014년 1월 7일 UV - 플랜맨 OST[12]
- 2014년 1월 21일 퓨어킴 - [Digital Single] 마녀 마쉬
- 2014년 1월 28일 윤종신 - 2014 월간 윤종신 1월호
- 2014년 2월 10일 투개월 - [Digital Single] Talk To Me
- 2014년 2월 17일 박지윤 - Inner Space
- 2014년 2월 28일 윤종신 - 2014 월간 윤종신 2월호
- 2014년 3월 25일 윤종신 - 2014 월간 윤종신 3월호
- 2014년 4월 ?일 윤종신 - 2014 월간 윤종신 4월호[13]
- 2014년 4월 3일 에디 킴 - [Digital Single] 2Years Apart[14]
- 2014년 4월 11일 에디 킴 - 너 사용법
- 2014년 5월 14일 김연우 - [Digital Single] 해독제
- 2014년 5월 23일 윤종신 - 2014 월간 윤종신 5월호
- 2014년 5월 28일 김연우 - Move
- 2014년 6월 2일 김예림,에디 킴 - 룸메이트 OST Part.1
- 2014년 6월 20일 윤종신 - 2014 월간 윤종신 6월호
- 2014년 6월 24일 윤종신 - [Digital Single] 눈송이 빙수
- 2014년 7월 10일 박지윤 - Yoo Hoo
- 2014년 7월 18일 에디 킴 - 너 사용법 Deluxe Edition
- 2014년 7월 29일 김예림 - [Digital Single] 해요 말고 해[15]
- 2014년 7월 31일 윤종신 - 2014 월간 윤종신 7월호
- 2014년 8월 27일 윤종신 - 2014 월간 윤종신 8월호
- 2014년 9월 2일 퓨어킴 - Purifier
- 2014년 9월 26일 윤종신 - 2014 월간 윤종신 9월호
- 2014년 9월 30일 조형우 - [Digital Single] Rain On Me
- 2014년 10월 6일 뮤지 - [Digital Single] Hero (히어로)[16]
- 2014년 10월 8일 가인 - 내 생애 봄날 OST Part.4
- 2014년 10월 15일 윤종신 - '2014 월간 윤종신 10월호
- 2014년 10월 17일 조형우 - HIM
- 2014년 10월 27일 에디 킴 - 오만과 편견 OST Part.1 - 하루 하나
- 2014년 11월 11일 하림 - [Digital Single] 넘어갔네[17]
- 2014년 11월 17일 윤종신 - 2014 월간 윤종신 11월호
- 2014년 11월 25일 박지윤,조형우 - 오만과 편견 OST Part.2 - 채널 고정
- 2014년 11월 27일 김연우 - [Digital Single] 눈물고드름
- 2014년 12월 20일 윤종신 - 2014 월간 윤종신 12월호[18]
- 2014년 12월 30일 에디 킴 - 일리 있는 사랑 OST Part.2
- 2015년 1월 14일 장재인 - 킬미힐미 OST Part.1
- 2015년 1월 16일 윤종신 - 행보 2014 윤종신
- 2015년 1월 21일 에디 킴 - Sing Sing Sing
- 2015년 1월 23일 윤종신 - Melodies On Flim
- 2015년 1월 29일 윤종신 - 2015 월간 윤종신 1월호
- 2015년 2월 27일 윤종신 - 2015 월간 윤종신 2월호
- 2015년 3월 4일 김예림 - [Digital Single] 어른 맞니 (With Kei G Travus)
- 2015년 3월 12일 가인 - Hawwah
- 2015년 3월 31일 윤종신 - 2015 월간 윤종신 3월호
- 2015년 4월 27일 김예림 - Simple Mind
- 2015년 4월 30일 윤종신 - 2015 월간 윤종신 4월호
- 2015년 5월 16일 김연우 - 프로듀사 OST:Preview 02
- 2015년 5월 26일 윤종신 - 2015 월간 윤종신 5월호
- 2015년 5월 28일 에디 킴 - [Digital Single] Dokkun Project part 4
- 2015년 6월 3일 장재인 - [Digital Single] 나의 위성
- 2015년 6월 11일 장재인 - Liquid
- 2015년 6월 30일 윤종신 - 2015 월간 윤종신 6월호
- 2015년 7월 6일 김예림 - 너를 기억해 OST Part.2
- 2015년 7월 16일 장재인 - 밤을 걷는 선비 OST Part.1
- 2015년 7월 20일 김연우 - [Digital Single] 그리운 노래 아리요
- 2015년 7월 30일 윤종신 - 2015 월간 윤종신 7월호
- 2015년 8월 28일 장재인 - [Digital Single] Love Me Do
- 2015년 8월 31일 윤종신 - 2015 월간 윤종신 8월호
- 2015년 9월 22일 김예림 - [Digital Single] 비트하우스 라이브 #2 - 김예림
- 2015년 9월 23일 김예림 - [Digital Single] 커피[19]
- 2015년 9월 25일 조형우 - [Digital Single] 흉터
- 2015년 9월 30일 윤종신 - 2015 월간 윤종신 9월호
- 2015년 10월 20일 윤종신 - 2015 월간 윤종신 10월호
- 2015년 10월 27일 윤종신 - 2015 월간 윤종신 Special[20]
- 2015년 11월 3일 에디 킴 - [Digital Single] 비트하우스 라이브 #5 - 에디 킴
- 2015년 11월 5일 브라운 아이드 걸스 - Basic
- 2015년 11월 10일 윤종신 - [Digital Single] 비트하우스 라이브 #6 - 윤종신
- 2015년 11월 24일 윤종신 - 2015 월간 윤종신 11월호
- 2015년 12월 9일 김예림 - [Digital Single] Stay Ever
- 2015년 12월 17일 김수현 - [Digital Single] PICK ME[21]
- 2015년 12월 18일 UV - [Digital Single] 조개구이
- 2015년 12월 22일 가인 - [Digital Single] 열두 시가 되면
- 2015년 12월 23일 윤종신 - 2015 월간 윤종신 12월호
- 2016년 1월 4일 윤종신 - [Digital Single] 나를 잊지 말아요
- 2016년 1월 15일 윤종신 - 2016 월간 윤종신 1월호
- 2016년 1월 20일 윤종신 - 행보 2015 윤종신/작사가 윤종신 Live Part.1
- 2016년 1월 27일 장재인 - 리멤버 - 아들의 전쟁 OST Part.4
- 2016년 2월 12일 윤종신 - 2016 월간 윤종신 2월호
- 2016년 2월 19일 UV - [Digital Single] 오예스 (Oh Yes)
- 2016년 2월 26일 에디 킴 - [Digital Single] 팔당댐
- 2016년 3월 17일 윤종신 - 2016 월간 윤종신 3월호
- 2016년 4월 15일 제아 - [Digital Single] 나쁜 여자[22]
- 2016년 4월 28일 윤종신 - 2016 월간 윤종신 4월호
- 2016년 4월 29일 에디 킴 - [Digital Single] 내 입술 따뜻한 커피처럼
- 2016년 5월 19일 미료 - [Digital Single] Honey Family BeeHive Project Vol.3[23]
- 2016년 5월 19일 박재정 - [Digital Single] 두 남자
- 2016년 5월 30일 윤종신 - 2016 월간 윤종신 5월호
- 2016년 6월 3일 가인,민서 - [Digital Single] 임이 오는 소리
- 2016년 6월 9일 정진운 - [Digital Single] Will
- 2016년 6월 29일 윤종신 - 2016 월간 윤종신 6월호[24]
- 2016년 7월 26일 뮤지 - [Digital Single] 잘ZARA
- 2016년 7월 29일 윤종신 - 2016 월간 윤종신 7월호
- 2016년 8월 1일 에디 킴 - 나도 영화감독이다 - 청춘무비 OST Part.1[25]
- 2016년 8월 5일 장재인 - 굿와이프 OST Part.3
- 2016년 8월 23일 퓨어킴 - [Digital Single] Gem
- 2016년 8월 28일 윤종신 - [Digital Single] 판타스틱 듀오 Part.15[26]
- 2016년 8월 29일 윤종신 - 2016 월간 윤종신 8월호
- 2016년 9월 3일 미료 - 언프리티 랩스타 3 Track 5&6[27]
- 2016년 9월 7일 제아 - [Digital Single] 아이돌보컬리그 - 걸스피릿 EPISODE 08[28]
- 2016년 9월 9일 가인 - End Again[29]
- 2016년 9월 13일 윤종신 - 2016 월간 윤종신 9월호
- 2016년 9월 17일 미료 - 언프리티 랩스타 3 1차 공연[30]
- 2016년 9월 21일 에디 킴 - 구르미 그린 달빛 OST Part.7
- 2016년 9월 24일 자이언트 핑크 - 언프리티 랩스타 3 1차 공연 & Semi Final[31]
- 2016년 10월 1일 자이언트 핑크 - 언프리티 랩스타 3 Final & Semi Final
- 2016년 10월 7일 윤종신 - [Digital Single] Cook Together
- 2016년 10월 13일 하림 - 노래의 탄생 TRACK 2[32]
- 2016년 10월 18일 윤종신,민서 - 2016 월간 윤종신 10월호
- 2016년 10월 26일 미료,자이언트 핑크 - [Digital Single] 가위 바위 보
- 2016년 11월 1일 제아 - 우리집에 사는 남자 OST Track 3[33]
- 2016년 11월 3일 조형우,장재인 - 쇼핑왕 루이 OST Part.8
- 2016년 11월 12일 에디 킴 - [Digital Single] 안투라지 MIXTAPE #3[34]
- 2016년 11월 23일 제아 - [Digital Single] You o'clock
- 2016년 11월 24일 박재정 - 노래의 탄생 TRACK 8[35]
- 2016년 11월 27일 윤종신,민서 - 2016 월간 윤종신 11월호
- 2016년 12월 4일 하림 - [Digital Single] Listen 001 Rainbow Bird
- 2016년 12월 7일 천둥 - THUNDER
- 2016년 12월 12일 장수빈 - [Digital Single] Listen 002 왠지 모르게
- 2016년 12월 19일 윤종신 - 2016 월간 윤종신 12월호
- 2016년 12월 23일 제아 - 싱데렐라 스페셜 헌정송 6탄[36]
- 2016년 12월 24일 에디 킴 - 도깨비 OST Part.5
- 2017년 1월 1일 PERC%NT - [Digital Single] LISTEN 003 Weekend
- 2017년 1월 19일 윤종신 - 행보 2016 윤종신/작사가 윤종신 Live Part.2
- 2017년 1월 21일 퓨어킴 - [Digital Single] Listen 004 How Are You,The Love of My Life
- 2017년 1월 22일 가인 - [Digital Single] Pray[37]
- 2017년 1월 26일 윤종신 - 2017 월간 윤종신 1월호
- 2017년 2월 12일 PERC%NT - [Digital Single] LISTEN 005 Snowball
- 2017년 2월 21일 유용민 - [Digital Single] Listen 006 낯설어
- 2017년 2월 24일 윤종신 - 2017 월간 윤종신 2월호
- 2017년 3월 3일 가인 - Kiss or Kill - 미씽나인 OST
- 2017년 3월 9일 미료 - [Digital Single] KING OF THE HELL[38]
- 2017년 3월 12일 이현경 - [Digital Single] Listen 007 그녀
- 2017년 3월 16일 윤종신 - 2017 월간 윤종신 2월호 (Clean Ver.)
- 2017년 3월 24일 윤종신 - 2017 월간 윤종신 3월호[39]
- 2017년 4월 8일 퓨어킴 - [Digital Single] Listen 008 딸 또래
- 2017년 4월 13일 장재인 - [Digital Single] 까르망
- 2017년 4월 19일 장재인 - 추리의 여왕 OST Part.1[40]
- 2017년 4월 20일 김영철 - [Digital Single] Ring Ring[41]
- 2017년 4월 24일 윤종신 - 2017 월간 윤종신 4월호
- 2017년 4월 28일 제아 - [Digital Single] 그댄 달라요
- 2017년 4월 29일 정진운 - [Digital Single] Set Me Free[42]
- 2017년 5월 19일 윤종신,박재정 - 2017 월간 윤종신 5월호
- 2017년 5월 25일 유용민 - [Digital Single] Listen 009 Nobody Knows
- 2017년 6월 2일 UV - [Digital Single] Marry Man[43]
- 2017년 6월 9일 에디 킴 - [Digital Single] 쿵쾅대
- 2017년 6월 16일 정진운 - [Digital Single] Love Is True
- 2017년 6월 22일 윤종신 - [Digital Single] Listen 010 좋니
- 2017년 6월 27일 윤종신 - 2017 월간 윤종신 6월호
- 2017년 6월 29일 박재정 - [Digital Single] 시력
- 2017년 7월 21일 박재정 - [Digital Single] Lemonade Love[44]
- 2017년 7월 21일 윤종신 - 2017 월간 윤종신 7월호
- 2017년 7월 31일 PERC%NT - [Digital Single] Listen 011 Drunk
- 2017년 8월 5일 장재인 - 최강배달꾼 OST Part.1
- 2017년 8월 8일 에디 킴 - [Digital Single] 이제는
- 2017년 8월 13일 UV - [Digital Single] 조한이형[45]
- 2017년 8월 18일 장재인,자이언트 핑크,PERC%NT - [Digital Single] Listen 012 Dumb Dumb
- 2017년 8월 28일 윤종신 - 2017 월간 윤종신 8월호
- 2017년 9월 6일 조형우 - [Digital Single] Listen 013 꿈꾸는 잉여
- 2017년 9월 15일 신치림,에디 킴 - [Digital Single] Listen 014 지금
- 2017년 9월 17일 박재정 - 명불허전 OST Part.4
- 2017년 9월 20일 윤종신,장재인 - 2017 월간 윤종신 9월호
- 2017년 9월 24일 장수빈 - [Digital Single] Listen 015 내 꼴이 엉망이야
- 2017년 9월 26일 스쿠비 두 - DOO!
- 2017년 9월 28일 에디 킴 - 당신이 잠든 사이에 OST Part.1
- 2017년 10월 9일 윤종신 - 2017 월간 윤종신 Special
- 2017년 10월 13일 박재정 - [Digital Single] 악역
- 2017년 10월 14일 장재인 - [Digital Single] Listen 016 Velvet
- 2017년 10월 21일 제아 - [Digital Single] Listen 017 나만 없다면
- 2017년 10월 29일 김수현, 김승민, 황지민 - [Digital Single] 믹스나인 Part.1
- 2017년 10월 30일 윤종신 - 2017 월간 윤종신 10월호
- 2017년 10월 30일 천둥 - [Digital Single] Ringxiety
- 2017년 11월 2일 에디 킴 - [Digital Single] Bet On Me
- 2017년 11월 14일 미료 - [Digital Single] DREAMS
- 2017년 11월 15일 윤종신,민서 - 2017 월간 윤종신 11월호
- 2017년 11월 19일 김수현,김승민,황지민 - [Digital Single] 믹스나인 Part.3
- 2017년 12월 9일 김영철,제아 - [Digital Single] 크리스마스 별거 없어
- 2017년 12월 17일 에디 킴 - [Digital Single] Listen 018 품
- 2017년 12월 18일 정진운 - [Digital Single] 4LOVE 1st[46]
- 2017년 12월 19일 민서 - 저글러스 OST Part.3
- 2017년 12월 24일 포스티노 - [Digital Single] Listen 019 그런 말쯤은
- 2017년 12월 28일 윤종신, 정인 - 2017 월간 윤종신 12월호
- 2018년 1월 2일 박재정 - [Digital Single] XOXO[47]
- 2018년 1월 7일 김수현,황지민 - [Digital Single] 믹스나인 Part.4
- 2018년 1월 15일 장재인 - [Digital Single] Button
- 2018년 1월 26일 윤종신 - 행보 2017 윤종신
- 2018년 1월 26일 조정치 - 3
- 2018년 1월 27일 김수현,황지민 - [Digital Single] 믹스나인 Part.6
- 2018년 1월 29일 윤종신 - 2018 월간 윤종신 1월호
- 2018년 1월 31일 장재인 - 리턴 OST Part.2
- 2018년 2월 12일 조형우 - 으라차차 와이키키 OST Part.2
- 2018년 2월 13일 미료 - [Digital Single] Come
- 2018년 2월 17일 김영철 - [Digital Single] 안되나용...(부재:화양사거리)
- 2018년 2월 27일 윤종신 - 2018 월간 윤종신 2월호
- 2018년 3월 6일 민서 - [Digital Single] 멋진 꿈[48]
- 2018년 3월 9일 장재인 - [Digital Single] Listen 020 실례해도 될까요[49]
- 2018년 3월 10일 장재인 - [Digital Single] Dinner[50]
- 2018년 3월 13일 정인 - [Digital Single] SR Project Vol.5[51]
- 2018년 3월 18일 손태진 - [Digital Single] 잠든 그대
- 2018년 3월 19일 윤종신 - [Digital Single] Listen 021 Wait
- 2018년 3월 19일 자이언트 핑크 - [Digital Single] 너를 사랑하진 않아
- 2018년 3월 19일 장재인 - [Digital Single] New Edition 01[52]
- 2018년 3월 23일 민서 - [Digital Single] Listen 022 이상한 애
- 2018년 3월 24일 이현경 - [Digital Single] Listen 023 처음보는 나
- 2018년 3월 25일 PERC%NT - [Digital Single] Listen 024 꽃잎점
- 2018년 3월 31일 윤종신 - 2018 월간 윤종신 3월호
- 2018년 4월 3일 PERC%NT,유용민 - [Digital Single] Hidden Track No.V Vol.1
- 2018년 4월 3일 정진운 - [Digital Single] 널 잊고 봄
- 2018년 4월 16일 에디 킴 - [Digital Single] 워워
- 2018년 4월 17일 정인 - 키스 먼저 할까요? OST Part.6
- 2018년 4월 19일 민서 - [Digital Single] 알지도 못하면서
- 2018년 4월 20일 윤종신 - 2018 월간 윤종신 4월호
- 2018년 5월 1일 천둥 - [Digital Single] Smile
- 2018년 5월 11일 박재정 - [Digital Single] The Legacy 01[52]
- 2018년 5월 17일 윤종신 - 2018 월간 윤종신 5월호
- 2018년 5월 29일 장재인 - [Digital Single] 서울 느와르
- 2018년 5월 31일 정인 - [Digital Single] Listen 025 달라요
- 2018년 6월 6일 조원선 - [Digital Single] 서두르지 말아요
- 2018년 6월 8일 윤종신 - 2018 월간 윤종신 6월호
- 2018년 6월 10일 박재정 - [Digital Single] Listen 026 니가 죽는 꿈
- 2018년 6월 15일 장수빈 - [Digital Single] Listen 027 I`m Ready
- 2018년 6월 20일 민서 - [Digital Single] Is Who
- 2018년 6월 30일 박상돈 - [Digital Single] Listen 028 그리움의 언덕
- 2018년 7월 12일 윤종신 - 2018 월간 윤종신 7월호
- 2018년 7월 23일 민서 - [Digital Single] Zero
- 2018년 7월 26일 정인 - [Digital Single] Eden_Stardust.03[53]
- 2018년 7월 30일 미료 - [Digital Single] True
- 2018년 8월 1일 정인 - 친애하는 판사님 OST Part.1
- 2018년 8월 4일 박재정 - [Digital Single] 가사
- 2018년 8월 9일 윤종신 - 2018 월간 윤종신 8월호[54]
- 2018년 8월 28일 조형우 - Where
- 2018년 9월 2일 정진운 - [Digital Single] Koong! Pop!
- 2018년 9월 3일 윤종신 - 2018 월간 윤종신 9월호
- 2018년 9월 6일 박재정 - [Digital Single] 4년
- 2018년 9월 17일 박재정 - 서른이지만 열일곱입니다 OST Part.7
- 2018년 10월 6일 제아 - 미스마, 복수의 여신 OST Part.1
- 2018년 10월 8일 조규찬 - [Digital Single] 안 해도 돼
- 2018년 10월 11일 에디킴 - Miles Apart
- 2018년 10월 15일 윤종신 - 2018 월간 윤종신 10월호
- 2018년 10월 22일 케이준 - [Digital Single] Water Girl
- 2018년 10월 26일 박재정 - [Digital Single] 달콤데이#6 아직,우린[55]
- 2018년 11월 9일 윤종신 - 2018 월간 윤종신 11월호[56]
- 2018년 11월 11일 윤종신 - [Digital Single] 친구와 우정을 지키는 방법 Vol.3[57]
- 2018년 12월 6일 자이언트 핑크 - [Digital Single] Blooming Melody (블루밍 멜로디) 2[58]
- 2018년 12월 6일 조원선 - 죽어도 좋아 OST Part.5
- 2018년 12월 14일 윤종신 - 2018 월간 윤종신 12월호
- 2018년 12월 19일 박재정 - 죽어도 좋아 OST Part.6
- 2018년 1월 11일 박재정 - 톱스타 유백이 OST Part.3
- 2019년 1월 11일 윤종신 - 행보 2018 윤종신
- 2019년 1월 12일 박상돈 - [Digital Single] Listen 029 그대가 다 좋아요
- 2019년 1월 13일 에디 킴 - 알함브라 궁전의 추억 OST Part.6
- 2019년 1월 23일 윤종신 - 2019 월간 윤종신 1월호
- 2019년 1월 29일 민서 - 2 cm
- 2019년 2월 10일 박재정 - [Digital Single] Listen 030 꼬박
- 2019년 2월 18일 하림 - 눈이 부시게 OST Part.2
- 2019년 2월 20일 민서 - 좀 예민해도 괜찮아 2 OST Part.3
- 2019년 2월 25일 자이언트 핑크 - [Digital Single] Mirror Mirror
- 2019년 2월 25일 정인 - 해치 OST Part.1
- 2019년 2월 28일 윤종신 - 2019 월간 윤종신 2월호
- 2019년 3월 26일 윤종신 - 2019 월간 윤종신 3월호
- 2019년 3월 26일 PERC%NT - [Digital Single] Superhero
- 2019년 3월 30일 솔희 - [Digital Single] 보라색 (Purple)
- 2019년 4월 14일 정인 - 자백 OST Part.2
- 2019년 4월 16일 윤종신 - 2019 월간 윤종신 4월호
- 2019년 4월 16일 민서 - 사이코메트리 그녀석 OST Part.4
- 2019년 4월 21일 브레이 - [Digital Single] TTM
- 2019년 4월 26일 케이준 - [Digital Single] YOGA
- 2019년 4월 30일 PERC%NT - P.V.C
- 2019년 5월 11일 윤종신 - [Digital Single] Listen Special 뇌를 비워
- 2019년 5월 15일 윤종신 - 2019 월간 윤종신 5월호
- 2019년 5월 29일 자이언트 핑크 - [Digital Single] Tuesday
- 2019년 6월 8일 손태진 - [Digital Single] 오르골
- 2019년 6월 10일 윤종신 - 2019 월간 윤종신 6월호
- 2019년 6월 10일 박재정 - 바람이 분다 OST Part.2
- 2019년 6월 18일 민서 - 어쨌든 기념일 OST
- 2019년 6월 20일 제아 - [Digital Single] Newself
- 2019년 6월 23일 조원선 - [Digital Single] 그래 그건 그렇고
- 2019년 6월 29일 김수현 - [Digital Single] 지구 한 바퀴
- 2019년 7월 1일 박재정 - 노랫말
- 2019년 7월 2일 솔희 - [Digital Single] 안읽씹
- 2019년 7월 20일 하림 - [Digital Single] JTBC 비긴어게인3 Episode 1[59]
- 2019년 7월 25일 PERC%NT - [Digital Single] Listen 031 9
- 2019년 7월 27일 하림 - [Digital Single] JTBC 비긴어게인3 Episode 2[60]
- 2019년 7월 29일 정인 - [Digital Single] 사랑 그 깊은 곳
- 2019년 7월 30일 윤종신 - 2019 월간 윤종신 7월호
- 2019년 8월 3일 하림 - [Digital Single] JTBC 비긴어게인3 Episode 3
- 2019년 8월 5일 케이준 - [Digital Single] Friday
- 2019년 8월 6일 자이언트 핑크 - [Digital Single] Forever Young
- 2019년 8월 9일 민서 - 의사 요한 OST Part.3
- 2019년 8월 10일 하림 - [Digital Single] JTBC 비긴어게인3 Episode 4[61]
- 2019년 8월 17일 하림 - [Digital Single] JTBC 비긴어게인3 Episode 5[62]
- 2019년 8월 22일 윤종신 - 2019 월간 윤종신 8월호[63]
- 2019년 9월 3일 제아 - 웰컴2라이프 OST Part.4
- 2019년 9월 10일 윤종신 - 2019 월간 윤종신 9월호[64]
- 2019년 9월 21일 브레이 - [Digital Single] 주말의 영화
- 2019년 9월 22일 하림 - 아스달 연대기 OST Part.2
- 2019년 9월 24일 민서 - [Digital  Single] Listen 032 성장
- 2019년 10월 5일 하림 - [Digital Single] JTBC 비긴어게인3 Episode 11[65]
- 2019년 10월 12일 하림 - [Digital Single] JTBC 비긴어게인3 Episode 12[66]
- 2019년 10월 23일 박재정 - 멜로디책방 Part.3[67]
- 2019년 10월 23일 윤종신, 타케우치 미유 - 2019 월간 윤종신 10월호
- 2019년 10월 26일 하림 - [Digital Single] JTBC 비긴어게인3 Episode 14[68]
- 2019년 10월 27일 박재정 - 날 녹여주오 OST Part.4
- 2019년 10월 28일 브라운 아이드 걸스 - RE_vive
- 2019년 10월 29일 민서 - 조선로코 - 녹두전 OST Part.6
- 2019년 11월 5일 정진운 - 플레이보나 OST[69]
- 2019년 11월 7일 윤종신 - [Digital Single] The Legacy 06 [52]
- 2019년 11월 18일 가인 - VIP OST Part.2
- 2019년 11월 21일 김영철 - [Digital Single] 신호등
- 2019년 11월 25일 윤종신 - 2019 월간 윤종신 11월호
- 2019년 12월 2일 PERC%NT - [Digital Single] Listen 033 멍
- 2019년 12월 16일 윤종신 - 2019 월간 윤종신 12월호
- 2019년 12월 19일 박재정 - [Digital Single] 눈

## 2020년대
- 2020년 1월 1일 박재정 - [Digital Single] Listen 034 가벼운 결심
- 2020년 1월 2일 브라운 아이드 걸스 - [Digital Single] 2019년 겨울 첫눈으로 만든 그댈 2020년 눈으로 다시 만들 순 없겠지만
- 2020년 1월 13일 윤종신 - 2020 월간 윤종신 1월호[70]
- 2020년 1월 28일 민서 - 블랙독 OST Part.4
- 2020년 1월 30일 윤종신 - 행보 2019 윤종신
- 2020년 2월 16일 하림 - 트래블러 - 아르헨티나 OST Part.1
- 2020년 2월 17일 윤종신 - 2020 월간 윤종신 2월호
- 2020년 3월 23일 윤종신 - 2020 월간 윤종신 3월호
- 2020년 4월 12일 박재정 - 하이바이, 마마! OST Part.5
- 2020년 4월 27일 윤종신 - 2020 월간 윤종신 4월호
- 2020년 4월 28일 민서 - [Digital Single] No Good Girl
- 2020년 5월 8일 LUCY - [Digital Single] DEAR.
- 2020년 5월 11일 제아 - 본 어게인 OST Part.3
- 2020년 5월 18일 조연호 - [Digital Single] 좋겠어
- 2020년 5월 26일 윤종신 - 2020 월간 윤종신 5월호
- 2020년 6월 1일 정인 - 야식남녀 OST Part.3
- 2020년 6월 7일 하림 - JTBC 비긴어게인 코리아 Episode.1[71]
- 2020년 6월 12일 제아 - [Digital Single] Greedyy
- 2020년 6월 30일 윤종신 - 2020 월간 윤종신 6월호
- 2020년 7월 15일 자이언트 핑크 - [Digital Single] Burn Out
- 2020년 7월 25일 조원선 - 트레인 OST Part.1
- 2020년 7월 29일 윤종신 - 2020 월간 윤종신 7월호
- 2020년 8월 5일 민서 - 출사표 OST Part.5
- 2020년 8월 13일 LUCY - Panorama
- 2020년 8월 19일 윤종신 - 2020 월간 윤종신 8월호
- 2020년 9월 1일 제아 - [Digital Single] With A Song[72]
- 2020년 9월 16일 윤종신 - 2020 월간 윤종신 9월호
- 2020년 10월 6일 조원선 - 연애는 귀찮지만 외로운 건 싫어! OST Part.7
- 2020년 10월 17일 하림 - [Digital Single] [Vol.70] 유희열의 스케치북 : 마흔세 번째 목소리 '유스케 X 하림'
- 2020년 10월 17일 LUCY - 좀비탐정 OST Part.2
- 2020년 10월 23일 윤종신 - 2020 월간 윤종신 10월호
- 2020년 10월 27일 정인 - 좀비탐정 OST Part.5
- 2020년 11월 5일 하림 - [Digital Single] Play Life
- 2020년 11월 6일 손태진 - [Digital Single] 내 영혼 바람되어[73]
- 2020년 11월 10일 박재정 - [Digital Single] LISTEN SPECIAL 너라는 위로
- 2020년 11월 12일 LUCY - [Digital Single] 선잠
- 2020년 11월 25일 윤종신 - 2020 월간 윤종신 11월호
- 2020년 12월 16일 하림 - [Digital Single] PLAY LIFE MUSIC Part.1
- 2020년 12월 16일 LUCY - 런 온 OST Part.1
- 2020년 12월 25일 박재정 - [Digital Single] LISTEN 036 사랑, 그게 될 거라고 생각했어
- 2020년 12월 26일 윤종신 - [Digital Single] [Vol.79] 유희열의 스케치북 : 쉰 번째 목소리 '유스케 X 이적, 유희열, 윤종신, 10cm, 잔나비, 마마무, 정승환'[74]
- 2020년 12월 28일 윤종신 - 2020 월간 윤종신 12월호
- 2020년 12월 30일 제아 - 바람피면 죽는다 OST Part.3
- 2021년 1월 12일 정인 - [Digital Single] CLEF CREW Project. take three
- 2021년 1월 22일 윤종신 - 2021 월간 윤종신 Repair 1월호
- 2021년 1월 24일 민서 - [Digital Single] 나랑 놀 사람
- 2021년 2월 15일 윤종신 - 행보 2020 윤종신
- 2021년 2월 16일 LUCY - [Digital Single] INSIDE
- 2021년 2월 18일 홍자 - 미스 몬테크리스토 OST Part.1
- 2021년 2월 24일 윤종신 - 2021 월간 윤종신 Repair 2월호
- 2021년 3월 6일 정인 - [Digital Single] [Vol.87] 유희열의 스케치북 : 쉰여섯 번째 목소리 '유스케 X 정인'
- 2021년 3월 10일 윤종신 - [Digital Single] 졸업 눈물
- 2021년 3월 13일 정인 - [Digital Single] [Vol.88] 유희열의 스케치북 : 쉰여섯 번째 목소리 '유스케 X 정인'
- 2021년 3월 31일 윤종신 - 2021 월간 윤종신 Repair 3월호
- 2021년 4월 8일 홍자 - 미스 몬테크리스토 OST Part.7
- 2021년 4월 22일 윤종신 - 2021 월간 윤종신 Repair 4월호
- 2021년 4월 29일 홍자 - 술잔
- 2021년 4월 30일 자이언트 핑크 - [Digital Single] 어때
- 2021년 5월 3일 정인 - 보쌈-운명을 훔치다 OST Part.2
- 2021년 5월 25일 윤종신 - 2021 월간 윤종신 Repair 5월호
- 2021년 6월 14일 윤종신 - 아침이슬 50년, 김민기에 헌정하다 Vol.2[75]
- 2021년 6월 15일 정인 - 연애시발.(점) OST Part.1
- 2021년 6월 16일 LUCY - [Digital Single] Gatcha!
- 2021년 7월 9일 윤종신 - 2021 월간 윤종신 Repair 6월호
- 2021년 7월 13일 정인 - [Digital Single] 장마
- 2021년 7월 20일 정인 - [Digital Single] 비긴어게인 오픈마이크 Episode.14[76]
- 2021년 7월 27일 윤종신 - 2021 월간 윤종신 Repair 7월호
- 2021년 7월 29일 정인 - [Digital Single] 비긴어게인 오픈마이크 Episode.15
- 2021년 8월 20일 LUCY - [Digital Single] 동문서답
- 2021년 8월 27일 윤종신 - 2021 월간 윤종신 Repair 8월호
- 2021년 9월 1일 정인 - 더 로드:1의 비극 OST Part.2
- 2021년 9월 23일 윤종신 - 2021 월간 윤종신 Repair 9월호
- 2021년 10월 21일 윤종신 - 2021 월간 윤종신 Repair 10월호
- 2021년 10월 27일 정진운 - 두근두근 방송사고 OST Part.1
- 2021년 10월 29일 손태진 - [Digital Single] 깊어지네
- 2021년 11월 10일 Billlie - the Billage of perception : chapter one
- 2021년 11월 11일 솔희 - 사랑하면 닳는 것들
- 2021년 11월 15일 손태진 - At The Time
- 2021년 11월 29일 정인 - [Digital Single] 값
- 2021년 11월 30일 윤종신 - 2021 월간 윤종신 Repair 11월호
- 2021년 12월 7일 LUCY - BLUE
- 2021년 12월 14일 Billlie - [Digital Single] the collective soul and unconscious: snowy night
- 2021년 12월 28일 윤종신 - 2021 월간 윤종신 Repair 12월호
- 2021년 12월 29일 자이언트 핑크 - [Digital Single] Pink
- 2022년 1월 1일 PERC%NT - [Digital Single] OVERHAUL
- 2022년 1월 10일 LUCY - 꽃 피면 달 생각하고 OST Part.4
- 2022년 1월 11일 민서 - 꽃 피면 달 생각하고 OST Part.5
- 2022년 1월 14일 손태진 - The Present 'Today's'
- 2022년 1월 23일 민서 - 불가살 OST Part.3
- 2022년 1월 24일 윤종신 - 2022 월간 윤종신 1월호
- 2022년 1월 26일 홍자 - [Digital Single] 화양연화
- 2022년 2월 2일 LUCY - 너와 나의 경찰수업 OST Part.2
- 2022년 2월 23일 Billlie - the collective soul and unconscious: chapter one
- 2022년 2월 23일 윤종신 - 2022 월간 윤종신 2월호
- 2022년 3월 1일 Billlie - the collective soul and unconscious: chapter one Original Soundtrack from "what is your B?"
- 2022년 3월 22일 윤종신 - 2022 월간 윤종신 3월호
- 2022년 3월 31일 LUCY - [Digital Single] 데이브레이크 X LUCY : Part.1[77]
- 2022년 4월 7일 LUCY - [Digital Single] 데이브레이크 X LUCY : Part.2[78]
- 2022년 4월 21일 LUCY - 로드 오브 히어로즈 OST Part.3
- 2022년 4월 25일 윤종신 - 2022 월간 윤종신 4월호
- 2022년 4월 27일 조연호 - [Digital Single] 국민가수 솔로 프로젝트 Color Film #3
- 2022년 4월 28일 민서 - [Digital Single] mOS 2.74
- 2022년 5월 8일 LUCY - 공짜 OST Part.1
- 2022년 5월 18일 LUCY - [Digital Single] 항상 엔진을 켜둘께
- 2022년 5월 31일 LUCY - [Digital Single] Trip:Tape #03
- 2022년 5월 31일 윤종신 - 2022 월간 윤종신 5월호
- 2022년 6월 20일 윤종신 - 2022 월간 윤종신 6월호
- 2022년 7월 4일 정인 - 오 마이 웨딩 OST Part.4
- 2022년 7월 14일 Billlie,윤종신 - [Digital Single] track by YOON : 팥빙수
- 2022년 7월 20일 민서 - [Digital Single] mOS 2.74 #Self_Trip Remixes
- 2022년 7월 25일 LUCY - 나를 사랑하지 않는 X에게 OST Part.4[79]
- 2022년 7월 27일 민서 - [Digital Single] Cookie[80]
- 2022년 7월 28일 윤종신 - 2022 월간 윤종신 7월호
- 2022년 8월 7일 정인 - [Digital Single] 마음이 마음대로 (공짜:공기타짜 X 정인)
- 2022년 8월 17일 LUCY - Childhood
- 2022년 8월 27일 LUCY - 개미가 타고 있어요 OST Part.2
- 2022년 8월 29일 윤종신 - 2022 월간 윤종신 8월호
- 2022년 8월 31일 Billlie - the Billage of perception: chapter two
- 2022년 9월 8일 Billlie - the Billage of perception: chapter two Original Soundtrack from “the end of the world and the awakening”
- 2022년 9월 16일 정인 - [Digital Single] Refresh Project
- 2022년 9월 28일 윤종신 - 2022 월간 윤종신 9월호
- 2022년 9월 29일 김영철 - [Digital Single] 막가리
- 2022년 10월 1일 LUCY - 가우스전자 OST Part.1
- 2022년 10월 4일 LUCY - [Digital Single] 21세기의 어떤 날
- 2022년 10월 12일 문수아 - [Digital Single] 〈두 번째 세계〉 Episode 6[81]
- 2022년 10월 13일 LUCY - 진검승부 OST Part.2
- 2022년 10월 25일 윤종신 - 2022 월간 윤종신 10월호
- 2022년 10월 25일 정인 - [Digital Single] 자장가
- 2022년 10월 26일 문수아 - [Digital Single] 〈두 번째 세계〉 Episode 8[82]
- 2022년 10월 30일 민서 - 디 엠파이어 : 법의 제국 OST Part.5
- 2022년 11월 9일 문수아 - 〈두 번째 세계〉 FINAL[83]
- 2022년 11월 11일 민서 - 얼어죽을 연애따위 OST Part.6
- 2022년 11월 22일 조규찬 - [Digital Single] Refresh Project
- 2022년 11월 26일 민서 - [Digital Single] 하루만큼
- 2022년 11월 30일 윤종신 - 2022 월간 윤종신 11월호
- 2022년 12월 1일 정인 - [Digital Single] 그런 일은 (2022)
- 2022년 12월 7일 정인,윤종신 - [Digital Single] track by YOON:문득 사랑해
- 2022년 12월 9일 기안84 - [Digital Single] 겨울 고백[84]
- 2022년 12월 10일 문수아 - 재벌집 막내아들 OST Part.4
- 2022년 12월 15일 김영철 - [Digital Single] 내돈내산 빵
- 2022년 12월 24일 박상돈 - [Digital Single] 마지막 기억
- 2022년 12월 26일 민서 - [Digital Single] Goodbye To Romance (민서 X 김이나 프로젝트)
- 2022년 12월 30일 윤종신 - 2022 월간 윤종신 12월호
- 2023년 1월 31일 윤종신 - 2023 월간 윤종신 1월호
- 2023년 2월 1일 민서 - 사랑의 이해 OST Part.8
- 2023년 2월 23일 LUCY - Insert Coin
- 2023년 2월 28일 윤종신 - 2023 월간 윤종신 2월호
- 2023년 3월 2일 조연호 - [Digital Single] 반대로 걸어요
- 2023년 3월 11일 Billlie - [Digital Single] [웹툰싱어] 저 별 (모퉁이 뜨개방 x Billlie (빌리))
- 2023년 3월 26일 하람 - 로드 오브 히어로즈 OST Part.4
- 2023년 3월 28일 Billlie - The Billage of Perception: Chapter Three
- 2023년 3월 31일 윤종신 - 2023 월간 윤종신 3월호
- 2023년 4월 7일 홍자,윤종신 - [Digital Single] track by YOON: 꽃놀이 가요
- 2023년 4월 10일 정진운 - [Digital Single] 파도가 들려주던 노래
- 2023년 4월 15일 윤종신 - 행보 2021,2022 윤종신
- 2023년 4월 16일 윤종신 - 가을 냄새 LIVE 2022
- 2023년 4월 27일 윤종신 - 2023 월간 윤종신 4월호
- 2023년 5월 8일 정인 - [Digital Single] 있을게요
- 2023년 5월 15일 정인 - 가면의 여왕 OST Part.3
- 2023년 5월 17일 Billlie - [Japan Digital Single] GingaMingaYo (the strange world)
- 2023년 5월 19일 조정치,정인 - [Digital Single] 핑크퐁 아이에게[85]
- 2023년 5월 25일 LUCY - 로맨스 바이 로맨스 OST Part.1
- 2023년 5월 28일 LUCY - [Digital Single] 월간 더 스테이지
- 2023년 5월 31일 윤종신 - 2023 월간 윤종신 5월호
- 2023년 6월 9일 조정치,정인 - [Digital Single] 아기상어 (아이에게 스페셜 콜라보)[86]
- 2023년 6월 17일 정인 - [Digital Single] [THE 시즌즈 Vol. 3] <최정훈의 밤의 공원> ReːWake x 정인
- 2023년 6월 27일 케이준 - [Digital Single] 차 키, 지갑, 폰
- 2023년 6월 28일 윤종신 - 2023 월간 윤종신 6월호
- 2023년 7월 14일 정인 - [Digital Single] 하루 종일 비가 내렸어
- 2023년 7월 24일 윤종신 - 2023 월간 윤종신 7월호
- 2023년 8월 1일 LUCY - 기적의 형제 OST Part.5
- 2023년 8월 2일 손태진 - [Digital Single] 제 1대 불타는 트롯맨 우승자 특전곡
- 2023년 8월 14일 츠키 - [Digital Single] 난 사랑을 아직 몰라
- 2023년 8월 17일 LUCY - 열
- 2023년 8월 30일 윤종신 - 2023 월간 윤종신 8월호
- 2023년 9월 3일 정인 - 하루 한방울 OST Part.1[87]
- 2023년 9월 25일 정인 - [Digital Single] 언제나 네가 어디에 있든
- 2023년 9월 27일 Billlie - [Digital Single] BYOB (bring your own best friend)[88]
- 2023년 10월 19일 정인 - [Digital Single] 가을을 빌려[89]
- 2023년 10월 23일 Billlie - [Digital Single] side-B : memoirs of echo unseen
- 2023년 10월 31일 윤종신 - 2023 월간 윤종신 9월호
- 2023년 11월 18일 최상엽 - [Digital Single] 내 귀에 띵곡 Part.01[90]
- 2023년 11월 27일 Billlie - [Digital Single] the Billlie's odditorium' the first edition
- 2023년 11월 29일 윤종신 - 2023 월간 윤종신 10월호
- 2023년 12월 2일 정인 - [Digital Single] 조금만 더 너를 (바고바고 X 정인)
- 2023년 12월 5일 LUCY - [Digital Single] Boogie Man
- 2023년 12월 16일 정인 - [Digital Single] 사랑의 경도[91]
- 2023년 12월 19일 손태진 - [Digital Single] 불타는 징글벨[92]
- 2023년 12월 22일 LUCY - 손가락만 까딱하면 OST Part.1
- 2023년 12월 27일 윤종신 - 2023 월간 윤종신 12월호
- 2023년 12월 29일 LUCY - [Digital Single] 애정표현 (말하고 싶은 비밀 X LUCY)
- 2023년 12월 30일 손태진 - [Digital Single] In My Life[93]
- 2024년 1월 2일 Billlie - [Digital Single] ‘the Billlie’s odditorium’ the second edition
- 2024년 1월 23일 에디 킴,윤종신 - [Digital Single] track by YOON:괜찮아지겠지
- 2024년 1월 26일 LUCY - 재벌X형사 OST Part.1
- 2024년 1월 31일 윤종신 - 2024 월간 윤종신 등용문 Repair 1월호
- 2024년 2월 1일 EDEN - [Digital Single] Eternal
- 2024년 2월 6일 이원석 - 베이블레이드X OST
- 2024년 2월 7일 Billlie - [Japan] Knock-on Effect
- 2024년 2월 9일 이원석 - 남과여 OST Part.4
- 2024년 2월 28일 윤종신 - 2024 월간 윤종신 2월호
- 2024년 2월 29일 정인 - 끝내주는 해결사 OST Part.3
- 2024년 3월 2일 EDEN - 닥터슬럼프 OST Part.5[94]
- 2024년 3월 14일 손태진 - [Digital Single] 당신의 카톡사진
- 2024년 3월 20일 LUCY - [Digital Single] 못 죽는 기사와 비단 요람
- 2024년 3월 29일 윤종신 - 2024 월간 윤종신 3월호
- 2024년 4월 4일 LUCY - [Digital Single] 날씨가 미쳤어 (Our Pie X LUCY)
- 2024년 4월 15일 이원석 - 2024 최강야구 OST
- 2024년 4월 17일 ANODE - [Digital Single] iMaGiNe #1[95]
- 2024년 4월 24일 정인 - [Digital Single] 증인
- 2024년 4월 26일 윤종신 - 2024 월간 윤종신 4월호
- 2024년 5월 3일 윤종신 - 행보 2023 윤종신
- 2024년 5월 29일 LUCY - 조폭인 내가 고등학생이 되었습니다 OST Part.1[96]
- 2024년 5월 31일 윤종신 - 2024 월간 윤종신 5월호
- 2024년 6월 5일 ANODE - [Digital Single] iMaGiNe #1[97]
- 2024년 6월 27일 윤종신 - 2024 월간 윤종신 6월호
- 2024년 7월 19일 이원석 - 굿파트너 OST Part.1
- 2024년 7월 26일 ARrC - [Digital Single] Dummy[98]
- 2024년 7월 29일 ANODE - [Digital Single] iMaGiNe #2
- 2024년 7월 31일 윤종신 - 2024 월간 윤종신 7월호
- 2024년 8월 14일 LUCY - FROM.
- 2024년 8월 19일 ARrC - AR^C
- 2024년 8월 29일 윤종신 - 2024 월간 윤종신 8월호
- 2024년 8월 30일 LUCY - [Digital Single] Grey (나쁜 기억 지우개 X LUCY)
- 2024년 9월 7일 손태진 - [Digital Single] 조항조 X 손태진 스페셜
- 2024년 9월 12일 LUCY - 강매강 OST Part.1
- 2024년 9월 19일 ANODE - [Digital Single] iMaGiNe #2[99]
- 2024년 9월 27일 윤종신 - 2024 월간 윤종신 Repair 9월호
- 2024년 10월 11일 Billlie - [Digital Single] trampoline[100]
- 2024년 10월 16일 Billlie - appendix: Of All We Have Lost
- 2024년 10월 23일 LUCY - [Digital Single] So Nice (GMF Theme Song)
- 2024년 10월 28일 손태진 - Shine
- 2024년 10월 31일 윤종신 - 2024 월간 윤종신 10월호
- 2024년 11월 8일 에디 킴 - [Digital Single] Time
- 2024년 11월 16일 최상엽 - 메이플스토리M OST : Archon
- 2024년 11월 19일 LUCY - 가석방 심사관 이한신 OST Part.1
- 2024년 11월 25일 윤종신 - 2024 월간 윤종신 11월호
- 2024년 12월 1일 LUCY - [Digital Single] 그녀가 웃잖아
- 2024년 12월 10일 데이브레이크 - SEMICOLON
- 2024년 12월 13일 최상엽 - 오늘도 지송합니다 OST Part.1
- 2024년 12월 27일 윤종신 - 2024 월간 윤종신 12월호
- 2025년 1월 9일 데이브레이크 - [Digital Single] 인형의 꿈
- 2025년 1월 12일 LUCY - [Digital Single] 동이 틀 때
- 2025년 1월 21일 김영철 - [Digital Single] 말하면 어떨까
- 2025년 1월 31일 윤종신 - 2025 월간 윤종신 1월호
- 2025년 2월 18일 ARrC - nu kidz: out the box
- 2025년 2월 25일 LUCY - 그놈은 흑염룡 OST Part.2
- 2025년 2월 27일 Billlie - [Digital Single] The Savior (소년법칙 X Billlie)
- 2025년 2월 27일 에디킴 - [Digital Single] Lalala Means I Love You
- 2025년 2월 28일 윤종신 - 2025 월간 윤종신 2월호
- 2025년 3월 5일 이원석 - [Digital Single] Kick Up! (킥킥킥킥 x 이원석 (데이브레이크))
- 2025년 3월 10일 LUCY - 언더커버 하이스쿨 OST Part.4
- 2025년 3월 27일 LUCY - [Digital Single] 잠깨
- 2025년 3월 28일 윤종신 - 2025 월간 윤종신 등용문 3월호
- 2025년 4월 7일 문수아X시윤 - [Digital Single] SNAP
- 2025년 4월 11일 LUCY - [Digital Single] GARBAGE TIME
- 2025년 4월 11일 윤종신 - 행보 2024 윤종신
- 2025년 4월 14일 데이브레이크 - [Digital Single] 회상〈산울림 50주년 기념 프로젝트〉
- 2025년 4월 23일 LUCY - 와장창
- 2025년 4월 28일 윤종신 - 2025 월간 윤종신 Repair 4월호
- 2025년 4월 30일 ANODE - [Digital Single] iMaGiNe #3
- 2025년 5월 8일 LUCY - [Digital Single] 너에게 가고 있어 (순정빌런 X LUCY)
- 2025년 5월 16일 손태진 - 귀궁 OST Part.3
- 2025년 5월 21일 LUCY - [Digital Single] 첫사랑
- 2025년 5월 30일 윤종신 - 2025 월간 윤종신 Repair 5월호
- 2025년 6월 11일 LUCY - [Digital Single] 같이 가자 (전력고백 X LUCY)
- 2025년 6월 19일 에디 킴 - [Digital Single] What We Had
- 2025년 6월 20일 정진운 - [Digital Single] City Light
- 2025년 6월 26일 윤종신 - 2025 월간 윤종신 Repair 6월호
- 2025년 6월 29일 최상엽 - [Digital Single] 오래된 노래[101]
- 2025년 7월 16일 ARrC - HOPE
- 2025년 7월 29일 손태진 - [Digital Single] 이제 내가 지킬게요[102]
- 2025년 7월 30일 윤종신 - 2025 월간 윤종신 7월호
- 2025년 8월 7일 데이브레이크 - [Digital Single] 푸르게
- 2025년 8월 12일 ANODE - [Digital Single] iMaGiNe #3[103]
- 2025년 8월 ?일 윤종신 - 2025 월간 윤종신 8월호
- 2025년 9월 ?일 윤종신 - 2025 월간 윤종신 9월호
- 2025년 10월 ?일 윤종신 - 2025 월간 윤종신 10월호
- 2025년 11월 ?일 윤종신 - 2025 월간 윤종신 11월호
- 2025년 12월 ?일 윤종신 - 2025 월간 윤종신 12월호